# HUSS Park Attractions

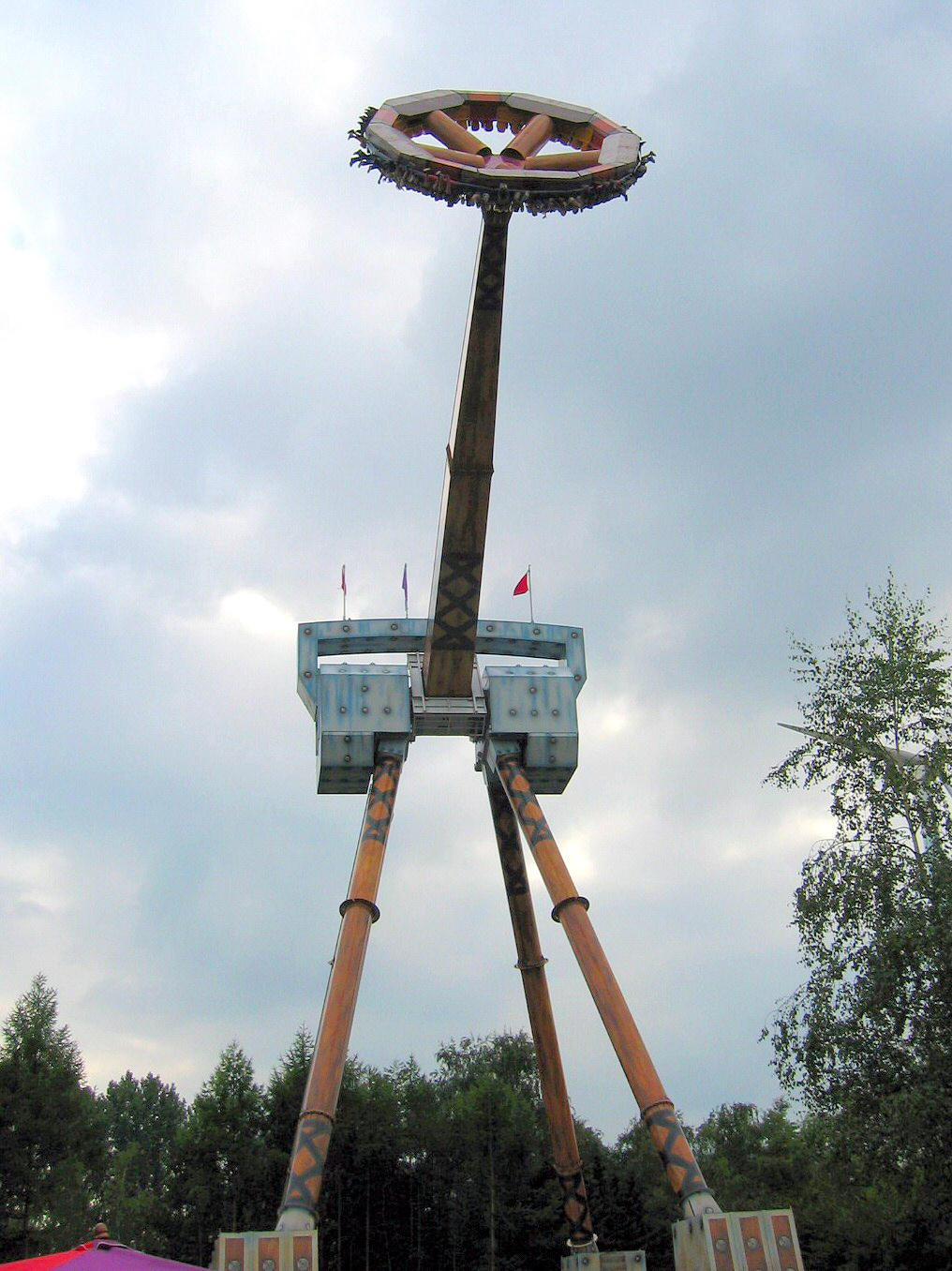
Sledgehammer, egy HUSS által gyártott Giant Frisbee a Bobbejaanland vidámparkban, Belgiumban

A HUSS Park Attractions GmbH egy vidámparki eszközök gyártására specializálódott társaság, melynek székhelye Brémában (Németország) van. A társaság több mint 35 különböző típusú vidámparki eszközt tervezett, melyeket világszerte használnak.

## Történelem
A társaságot 1919-ben alapították Brémában és eredetileg új illetve csere alkatrészeket gyártott hajókhoz. 1969-ben kezdtek vidámparki eszközök gyártásával is foglalkozni,  és 2006 óta már kizárólag ezekre specializálódott a cég. 2006 augusztus 1-jén a bremai kerületi bíróság megállapította a társaság átmeneti fizetésképtelenségét és csődbiztost jelöltek ki a vezetésre. Ezután befektetők egy csoportja egy új társaságot hozott létre Huss Park Attractions néven, valamint Magyarországon a Huss Gépgyár Kft-t (ma Stakotra Gépgyártó Kft).

## Eszközök

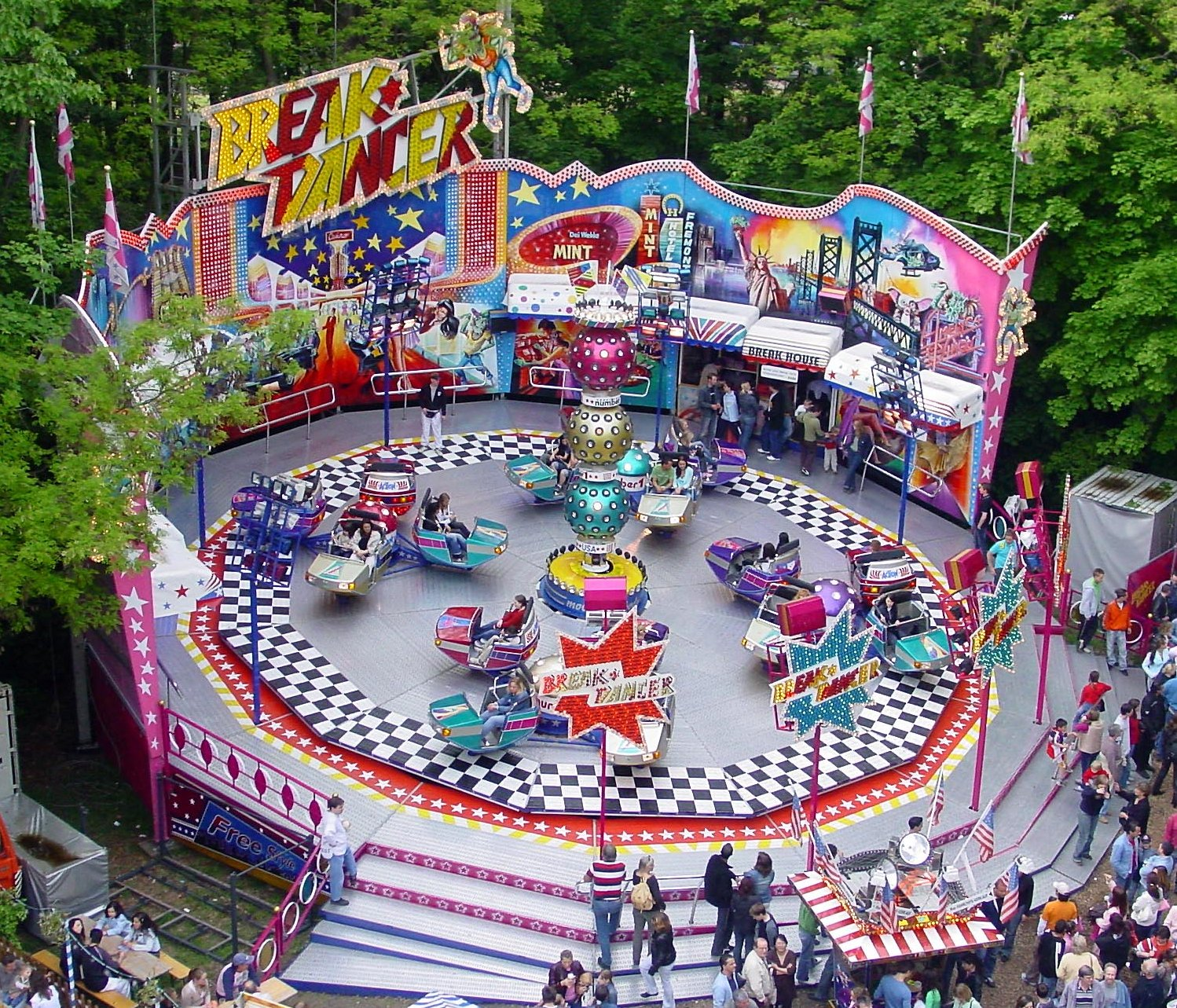
Breakdance (Frankfurt)

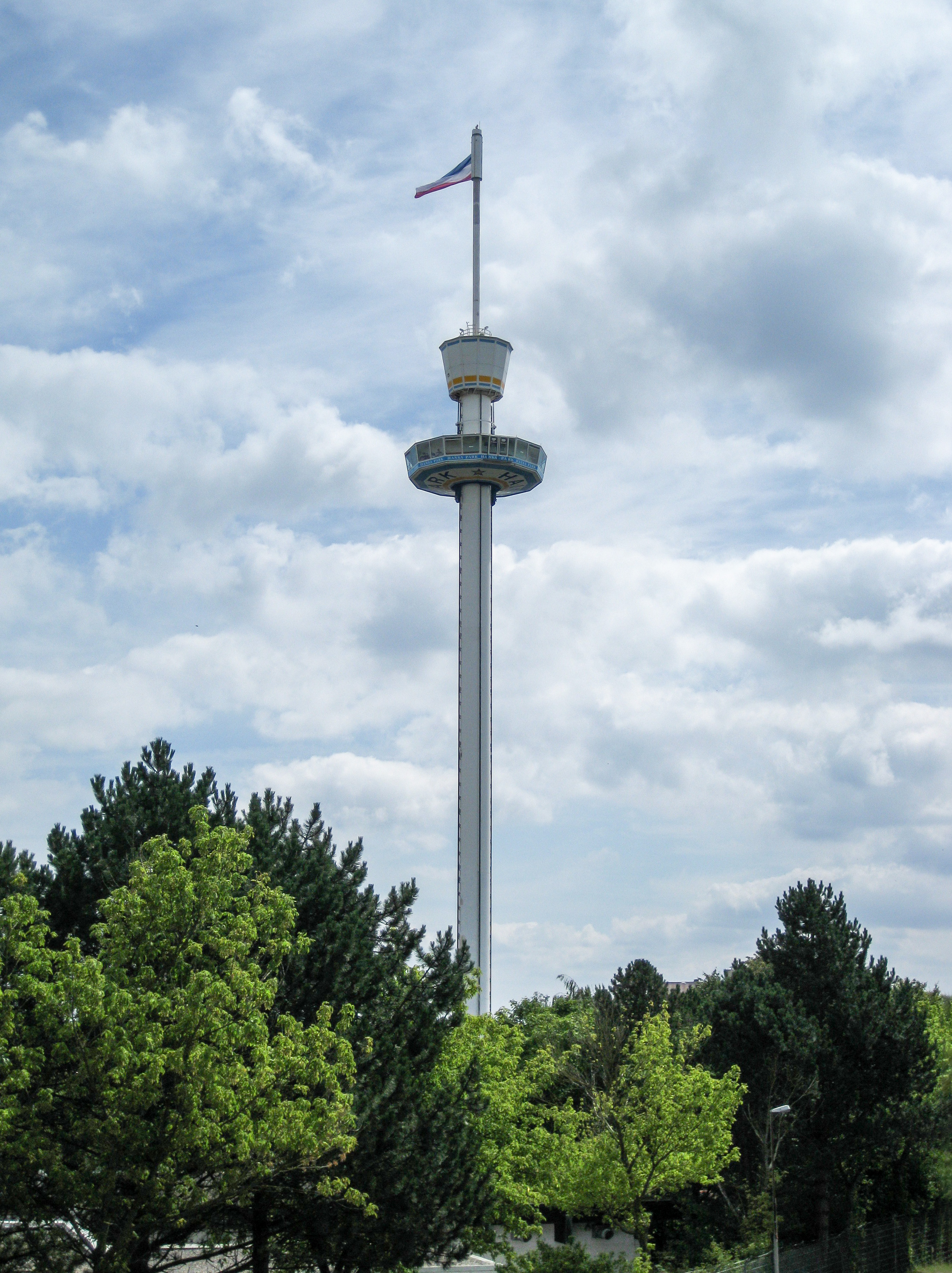
Gyro Tower (Hansa Park, Sierksdorf)

A HUSS jellemző játékai a Breakdance, a Top Spin, a Shot'n Drop és Frisbee. A Breakdance először 1985-ben készült el, azóta négy változata van, melyekből több mint száz működik világszerte. A HUSS számos óriás vidámparki eszközt is gyárt.

### A HUSS által gyártott eszközök
- Airboat
- Booster
- Breakdance
  - Breakdance 2
  - Breakdance 3
  - Breakdance 4/Rodeo
- Condor (már nem gyártják, ilyen üzemel Ikarus néven a Budapesti Vidám Parkban)
- Delirium
- Disco-Round (már nem gyártják)
- Enterprise
  - Skylab (óriás Enterprise, (már nem gyártják))
  - Fly Away
- Megadance
  - Flic Flac
- Suspended Flipper
- Fly Willy
- Frisbee
  - Giant Frisbee
  - Giant Frisbee 55
  - Frisbee
  - Frisbee XL
- Hang Time
- Jump
  - Jump2
- King Kong
- Magic (már nem gyártják)
- Ocean Motion
- Pirate Ship
- Ranger (már nem gyártják)
- Rainbow (már nem gyártják)
- Shot'N Drop
  - Shot'N Drop MAXI
- Sky Tower
- Speedy (már nem gyártják)
- Swing Around
- Top Spin
  - Suspended TopSpin
  - Giant TopSpin
- Take Off (már nem gyártják)
- Topple Tower
- TriStar (már nem gyártják)
- Troika (már nem gyártják)
- UFO (már nem gyártják)
- BeeBee
- Swing Around
- Tasmanian Devil
- Land of the Giants